# Cymbasoma quintanarooensis
Cymbasoma quintanarooensis is een eenoogkreeftjessoort uit de familie van de Monstrillidae. De wetenschappelijke naam van de soort is voor het eerst geldig gepubliceerd in 1994 door Suárez-Morales.